# Pierre Desmaisons
Pour les articles homonymes, voir Desmaisons.
Pierre des Maisons est un architecte français, né le 12 octobre 1711 à Paris, où il est mort le 12 janvier 1795. Son grand œuvre reste la reconstruction du palais de justice de Paris.

## Biographie
Il appartient à une famille d'entrepreneurs parisiens. Il est le fils de Nicolas Desmaisons, maître maçon, entrepreneur de bâtiments, et de Marguerite Mony. Il s'est marié en 1736 avec Marie-Madeleine Sinson, née en 1696, fille aînée de Pierre Sinson, maître charpentier originaire d'Orléans, juré-expert en charpenterie, négociant en bois. Pierre Sinson a transmis à sa fille la maison qu'il s'était fait construire par Philippe Roy au no 23 rue de Verneuil. 
Il a acquis très tôt une réputation de technicien habile. Il est architecte juré du roi, expert des bâtiments par office du 12 mars 1733.

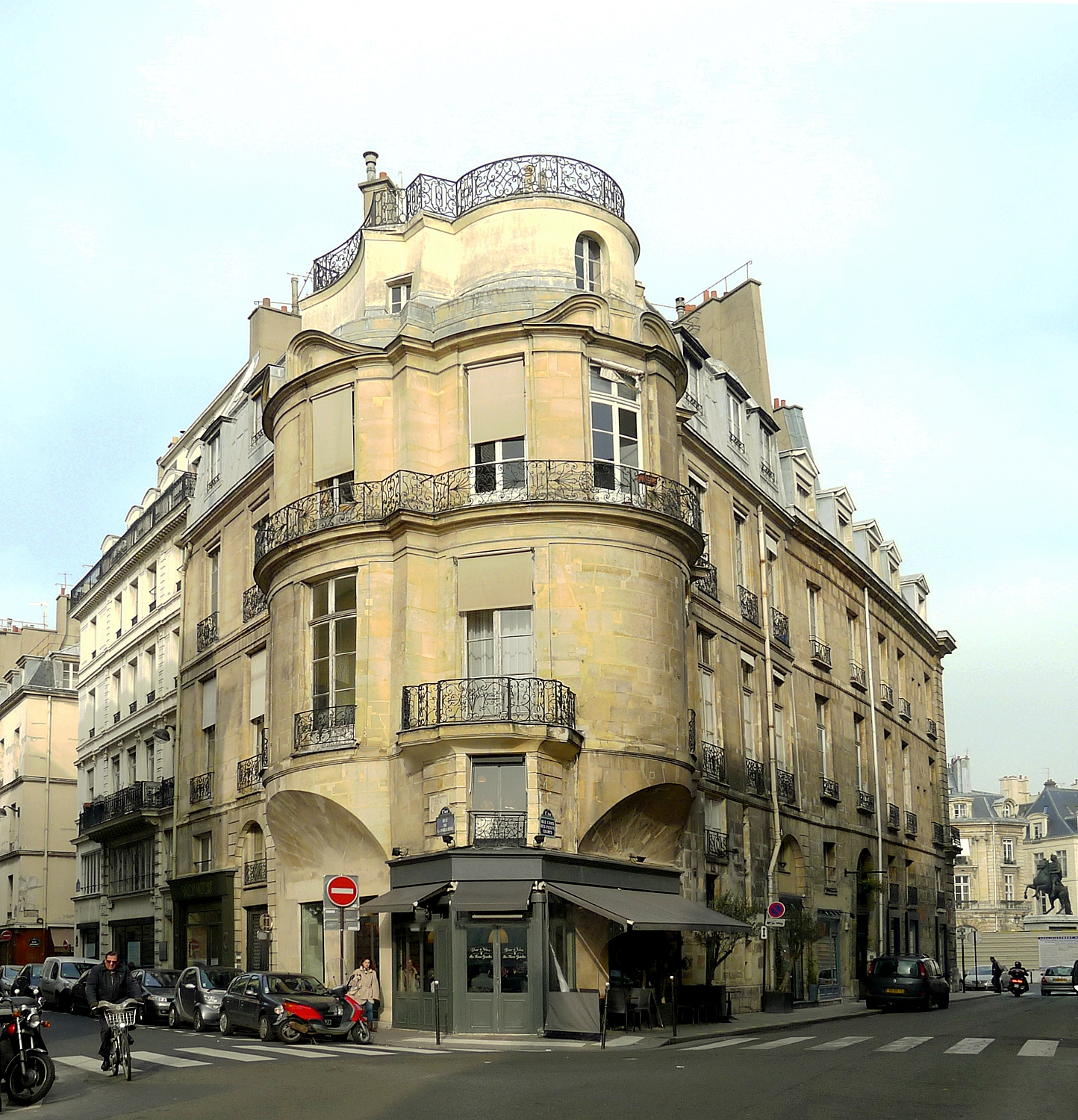
Hôtel de Jaucourt ou Portalis.

La même année, il fournit les plans de l'hôtel de Jaucourt appelé aussi hôtel Portalis, à l'angle des rues Croix-des-Petits-Champs et de la Vrillière sur une terrain prévu pour construire l'hôtel du maréchal de La Feuillade mais que ses héritiers ont dû vendre pour payer les dettes, après l'édification des soubassements du bâtiment sur des plans de Jules Hardouin-Mansart. L'hôtel définitif a été construit pour la comtesse Pierre de Jaucourt, née Marie-Josèphe de Graves. Le devis et le marché signés le 30 juin 1733 indiquent que l'hôtel doit être construit par le maître maçon Sébastien Charpentier sur les plans de Pierre Desmaisons. Outre le traitement habile de cette parcelle en angle avec deux avant-corps cylindriques sur trompes, on remarque l'abondance de sa ferronnerie rocaille. Sous l'Empire, l'hôtel fut la propriété du baron Portalis, l'un des rédacteurs du Code civil. 

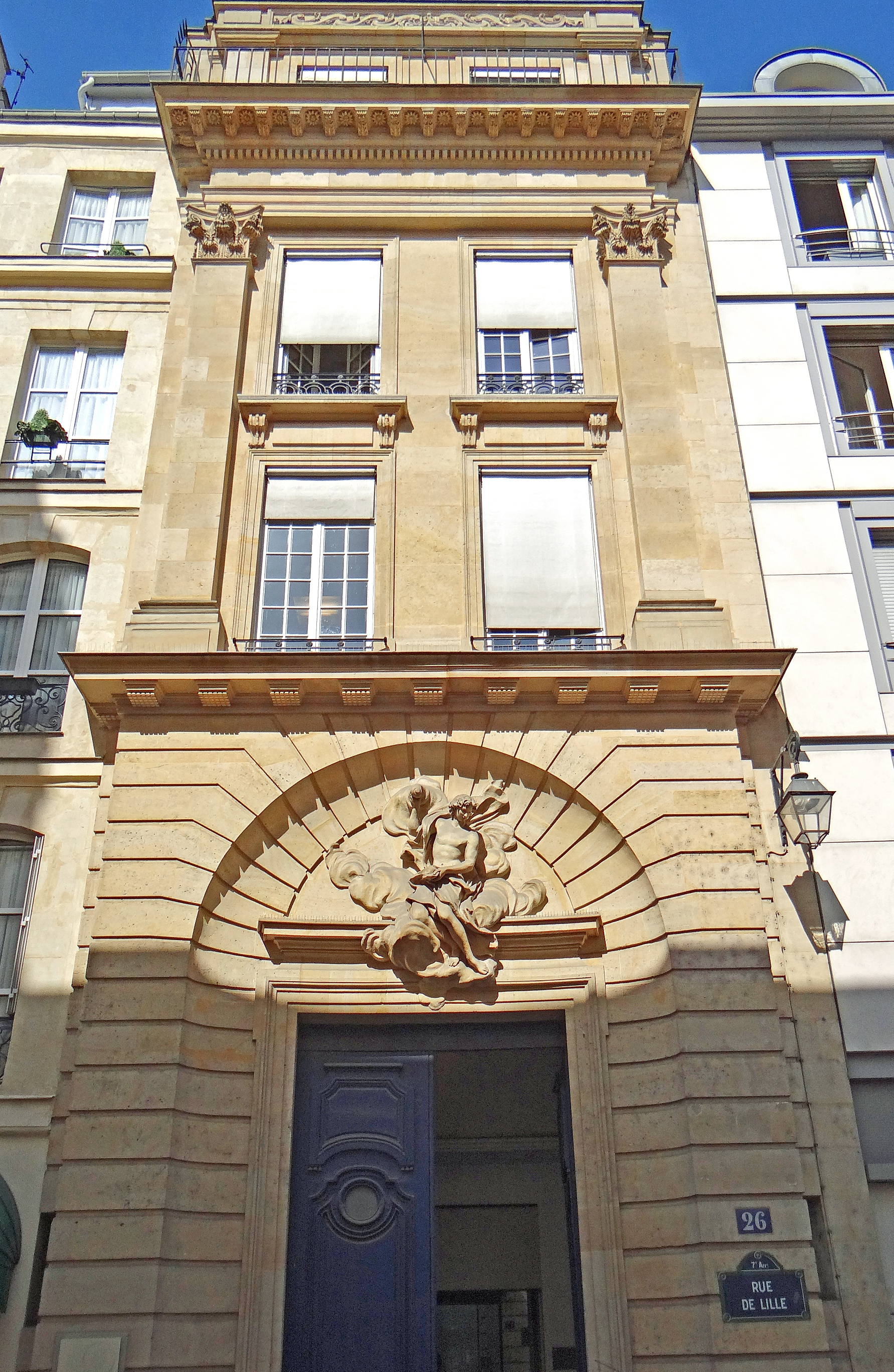
Façade du no 26 rue de Lille.

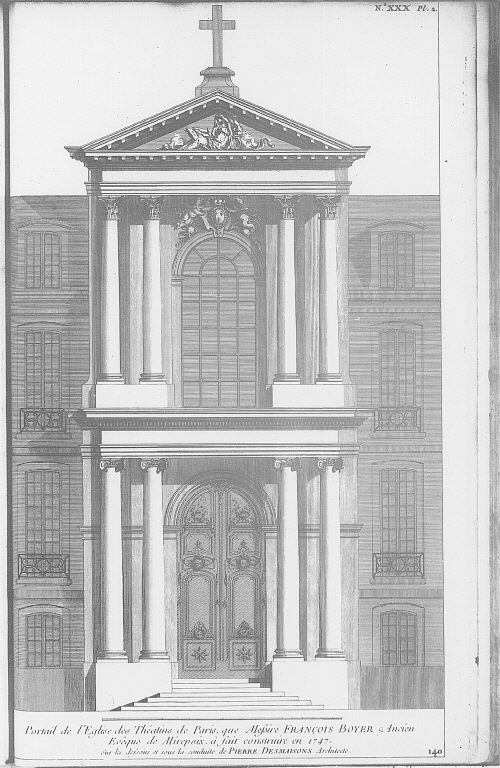
Façade du passage des Théatins sur le quai.

Les Théatins, ordre fondé à Rome en 1524, sont arrivés à Paris en 1644. Grâce à l'appui du cardinal Mazarin, ils ont pu acquérir une maison à l'emplacement actuel du 23 quai Voltaire (à l'époque, partie occidentale du quai Malaquais). Le 7 août 1647, ils font bénir une chapelle provisoire dédiée à Sainte-Anne-la-Royale. Ils entreprennent de construire une église entre le quai Voltaire et la rue de Lille (alors rue de Bourbon) à partir de 1661. En octobre 1662, le général des théatins a envoyé le père Guarino Guarini pour en faire les plans. En 1666, Guarini quitte le chantier alors que l'église n'est pas terminée, seuls les murs du transept ont été construits. Le manque de ressources financières conduit les théatins à réduire leur projet et à se limiter à couvrir ce qui était déjà édifié, puis à construire des passages permettant d'accéder à l'église sous des maisons de rapport élevées quai Voltaire et rue de Lille. Pierre Desmaisons fournit le plan de la façade du passage du quai Voltaire en 1746, construit grâce à la générosité de Jean-François Boyer, ancien évêque de Mirepoix et ancien supérieur des théatins. Jacques-François Blondel l'a décrite dans l'Architecture française ; s'il complimente Desmaisons pour son talent manifesté précocement, il est plutôt critique à propos de ce portail sur le quai (à l'époque où il écrit, celui sur la rue de Lille n'est pas construit). Il trouve maladroit et un peu lourd cet entassement de colonnes au rez-de-chaussée et aux étages, d'autant que ces étages sont faits de logements privés, et préférerait des pilastres à ce niveau. Le 27 octobre 1754, le chapitre conventuel approuve le projet de Pierre Desmaisons pour la façade du passage situé au 26 rue de Lille, qui subsiste, contrairement à celui sur le quai. Il a visiblement tenu compte des critiques de Blondel en variant les niveaux et en faisant disparaître les colonnes, remplacées aux étages par des pilastres et au rez-de-chaussée par de très civils bossages. Mais Blondel a peut-être été un peu injuste avec l'entrée du quai Voltaire, car Desmaisons avait réussi la gageure de la faire passer pour un portail d'église tout en dissimulant sous une grande verrière centrale imitant un vitrail deux niveaux d'habitation. Les travaux ont été longs et n'ont été achevés qu'en 1780.

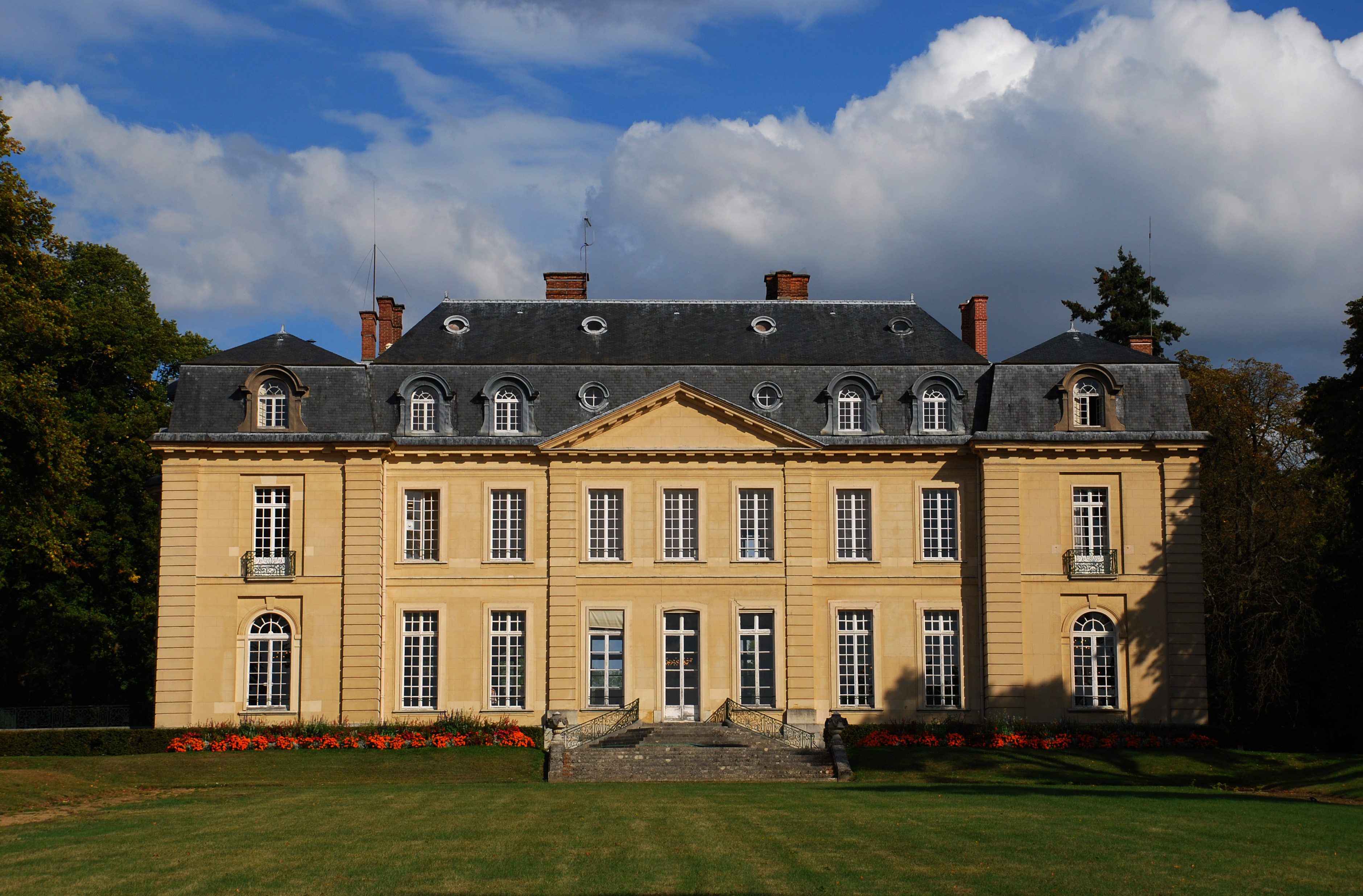
Château de Button à Gif-sur-Yvette.

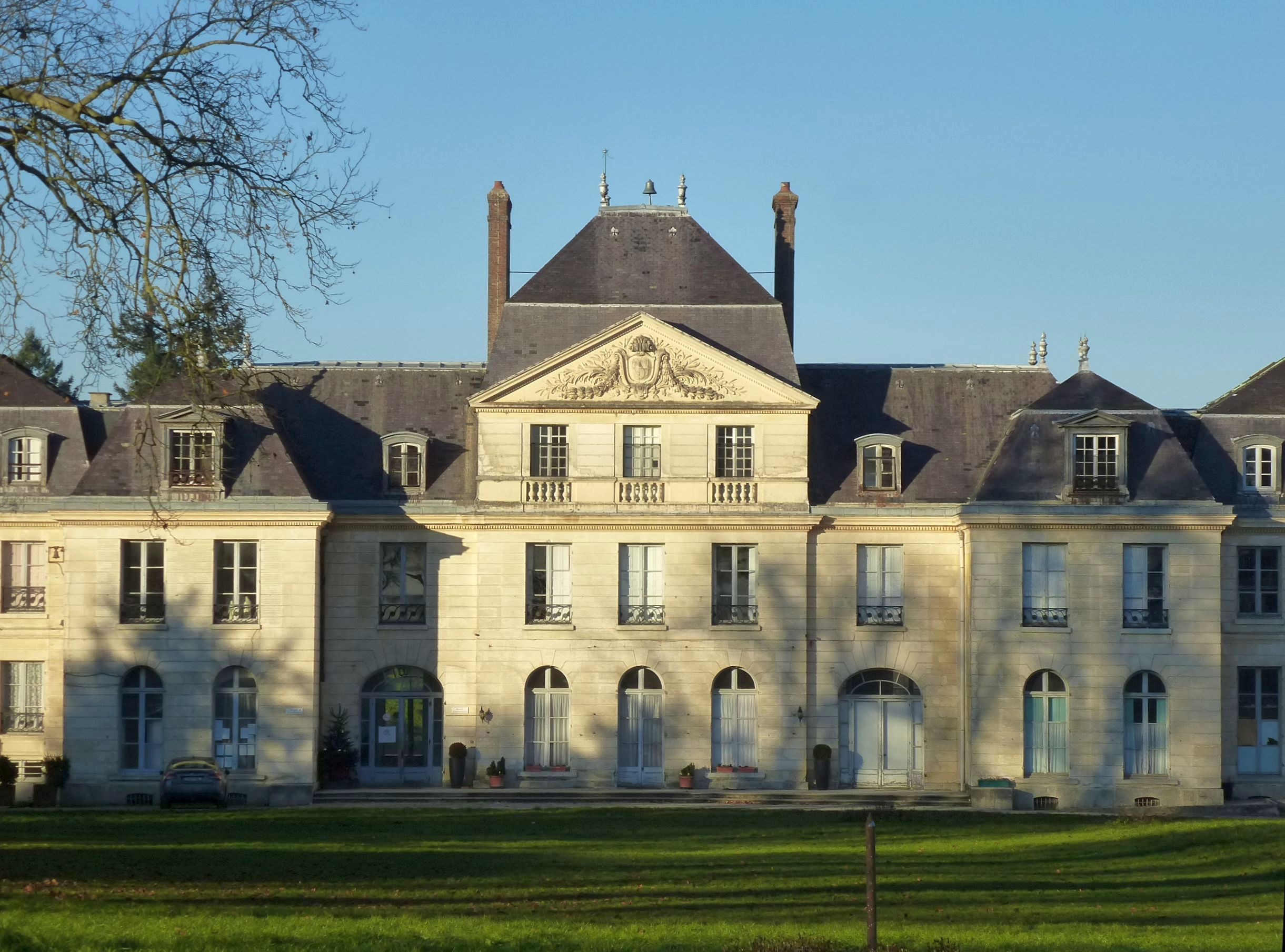
Château de Forges.

En 1754, Claude de Mérault, lieutenant du roi au gouvernement du comté de Bourgogne, a hérité de la terre de Gif-sur-Yvette. Il confia à Pierre Desmaisons la construction du château de Button sur cette terre. La construction du château a été terminée en 1777 par Charles-Louis Debonnaire (1756-1830), cousin de Claude de Mérault mort en 1757. Le château est depuis la dernière guerre la propriété du CNRS.
En 1778, André-Charles Debonnaire (1740-1793), frère de Charles-Louis, commande à Pierre Desmaisons les plans d'un château à l’emplacement d’un ancien manoir féodal à Forges en Seine-et-Marne. André-Charles Debonnaire, qui appartient à une importante famille de noblesse de robe, avec des alliances Le Pelletier de Liancourt, Choppin d'Arnouville, Joly de Fleury, Bertier de Sauvigny et Pasquier, va jouer un rôle auprès de Pierre Desmaisons à travers ses fonctions et son réseau (voir infra). Le château que lui construit ce dernier ne comprend à l’origine que la partie centrale avec ses deux avancées. Il a été agrandi au XIXe siècle. Dans les années 2020, il est l'objet d'une grande campagne de restauration.
Après son travail pour les théatins, Pierre Desmaisons a conçu des édifices importants pour d'autres communautés religieuses : chapitre de Saint-Denis de l'Estrée, couvent des Grands Augustins, collégiale Saint-Honoré de la rue Croix-des-Petits-Champs. Il s'agit là encore de répondre à leurs besoins propres mais aussi de leur procurer des ressources. Comme expert-bourgeois, il a évalué le palais de l'Élysée pour les héritiers La Tour d'Auvergne avant la vente à Madame de Pompadour, en 1753. Deux ans plus tard, il hérite de son père Nicolas un immeuble locatif rue d'Anjou, loué à la pièce (18 au total, sur trois niveaux). Il décide de l'adapter à l'évolution du quartier et au goût du jour en créant un appartement par étage, comportant salon, salle à manger et deux chambres. Membre de l'Académie royale d'architecture à partir de 1762, il est anobli en 1769 avec le titre de baron. En 1773, il est fait chevalier de l'Ordre de Saint-Michel et en août 1776, le roi le choisit pour l'élévation à la première classe de l'Académie.

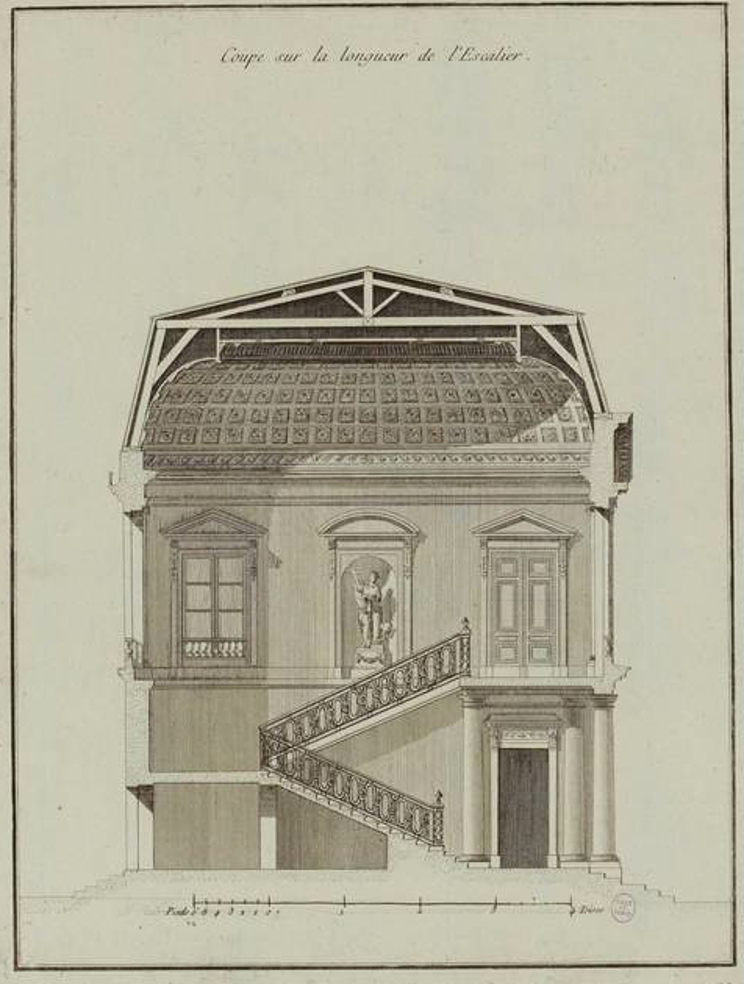
Coupe de l'escalier de l'archevêché de Paris

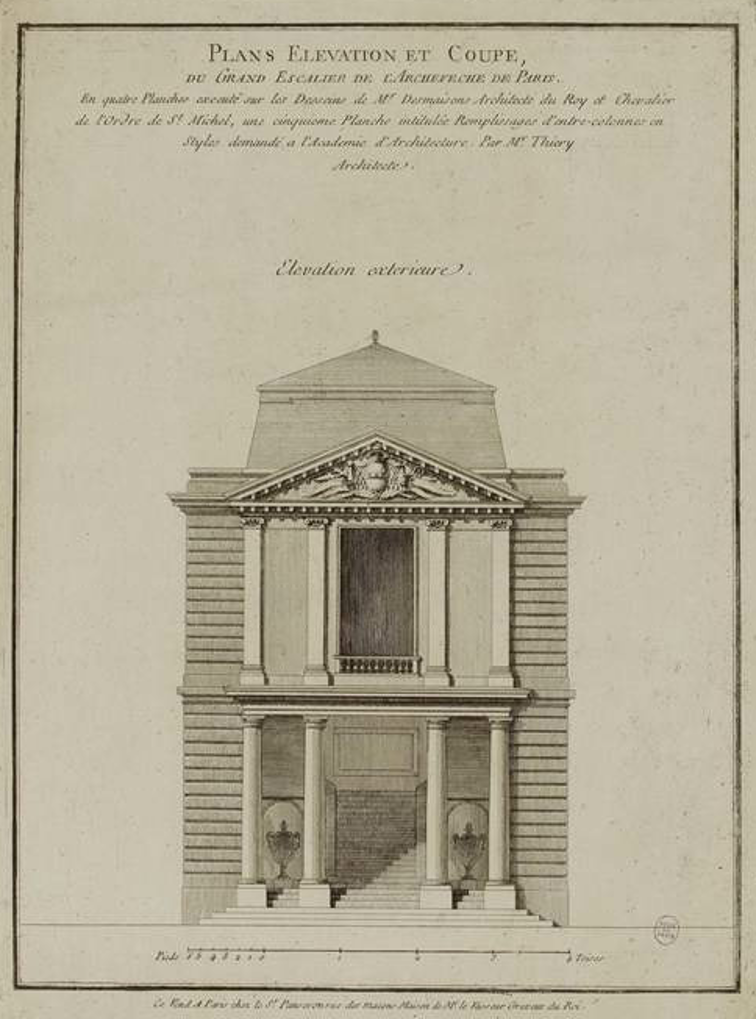
Portail de l'archevêché de Paris (1770)

Desmaisons a été l'architecte de Christophe de Beaumont, archevêque de Paris, pour l'ancien archevêché, entre la Seine et la cathédrale Notre-Dame, où il a poursuivi les travaux de Robert de Cotte. Il a refait vers 1770 ses salles de réception et édifié un escalier d'honneur remarqué ; il comprend une volée centrale suivie de deux volées en retour dans un vestibule orné de nombreuses sculptures dans des niches. Luc-Vincent Thiéry dit que le grand escalier dessiné par Desmaisons est un ouvrage estimé des connaisseurs. L'accès se fait par un portail qui rappelle ceux des théatins : deux paires de colonnes au rez-de-chaussée et pilastres à l'étage,. Il a par ailleurs beaucoup travaillé dans le château de Conflans de l'archevêque,  à Charenton-le-Pont. Il y a édifié de nouveaux bâtiments qui complètent ceux venant des Villandry : un grand corps de logis qui surplombe la Seine, une fabrique au bord de l'eau à la limite du parc de Bercy, et un imposant portail d'entrée (1777) qui est un des rares vestiges subsistants de cet ensemble, mais quelque peu incongru au milieu des grands immeubles. 

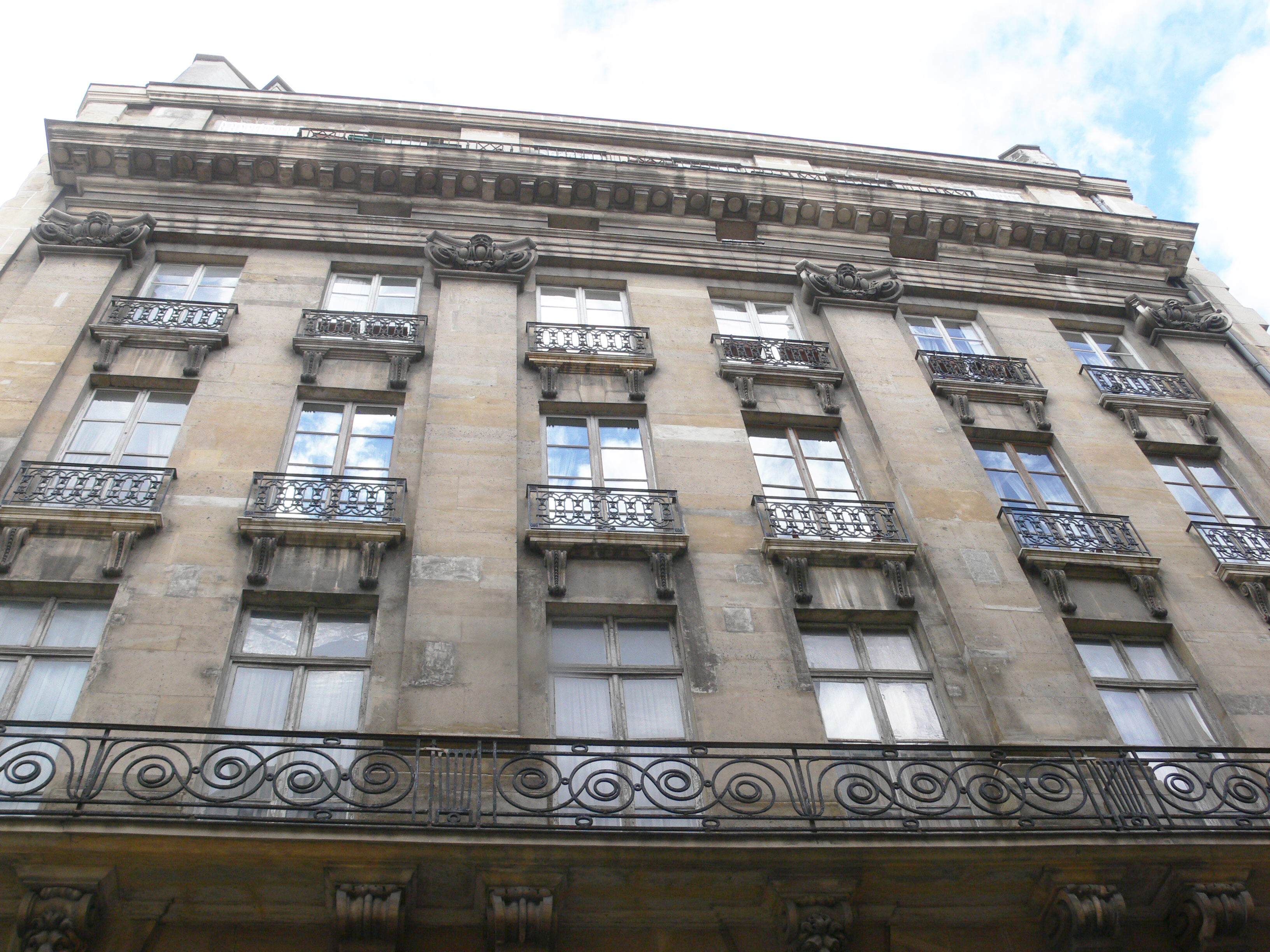
Hôtel Deruey, 1 rue du Mail

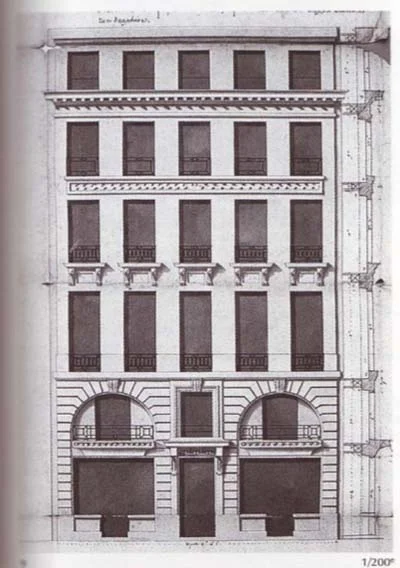
Immeuble Choppin d'Arnouville

Après la guerre de Sept Ans, une fièvre immobilière s'est emparée de Paris. L'arrêt du 18 août 1766 accorde des conditions favorables à la construction privée. Un de ses articles stipule qu'en cas de faillite une déclaration préalable à la Chambre des Bâtiments permet aux bailleurs de prétendre à la propriété du chantier. Cela a permis de faire de l'immobilier un placement populaire dans toutes les classes de la société et consacré l'essor de l'immeuble de rapport que décrit Jean-François Cabestan dans son ouvrage La conquête du plain-pied.

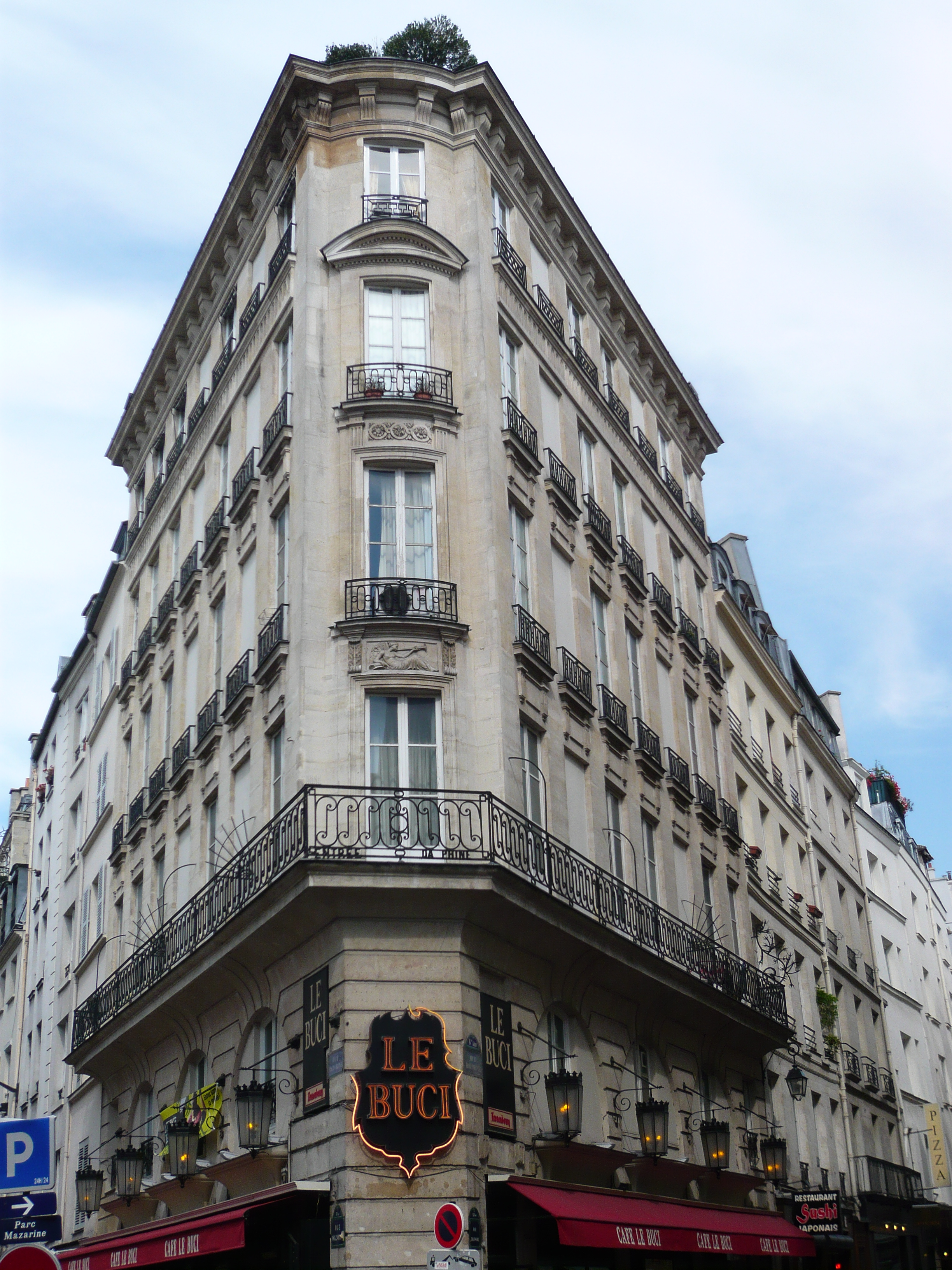
Immeuble de Montholon.

Il a construit dans les années 1770 :
- l'hôtel Deruey au no 1 rue du Mail,
- l'hôtel Lepaige de Quincy, rue Sainte-Apolline[20]
- l'immeuble Choppin d'Arnouville, 61 rue Dauphine, construit à la demande de René V Choppin d'Arnouville (maître des requêtes et premier président de la Cour des monnaies de Paris), qui montre l'adhésion inconditionnelle de son auteur au "goût grec"[21]. Depuis, hôtel le Régent.
- l'immeuble de Montholon au carrefour de Buci, au no 52 rue Dauphine et no 51 rue Mazarine, haussmannien avant l'heure, qui représente une des toutes premières adaptations à l'échelle monumentale de l'habitat bourgeois... La qualité du grand appareil est confirmée par l'existence d'un balcon continu sur trompes d'un modèle et d'une conception très rares à Paris[22]. On remarquera aussi la présence de huit croisées feintes sur la rue Mazarine et autant sur la rue Dauphine. Ces fenêtres simulées correspondent à la nécessité de l'ordonnancement des façades mais offrent aussi la possibilité d'éclairer les locaux au gré des besoins. Jean-François Cabestan conclut : Desmaisons a exploité la conjonction d'une situation urbaine d'exception et d'un programme d'habitation novateur pour faire accéder l'édifice à une monumentalité remarquable[23].

Il intervient en 1776 pour expertiser les premières fissures qui étaient apparues à la base des piliers de l'église Sainte-Geneviève que construit son collègue Jacques-Germain Soufflot (futur Panthéon). Comme Desmaisons a dit à Soufflot que cette expertise lui était commandée « du plus haut », Soufflot rappelle que Desmaisons était l'architecte de Madame Louise ; il a de fait construit les bâtiments réguliers du Carmel de Saint-Denis, dont elle était la prieure, sauf la chapelle qui est de Richard Mique. Les conclusions de son rapport seront plutôt rassurantes et n'arrêteront pas le chantier.

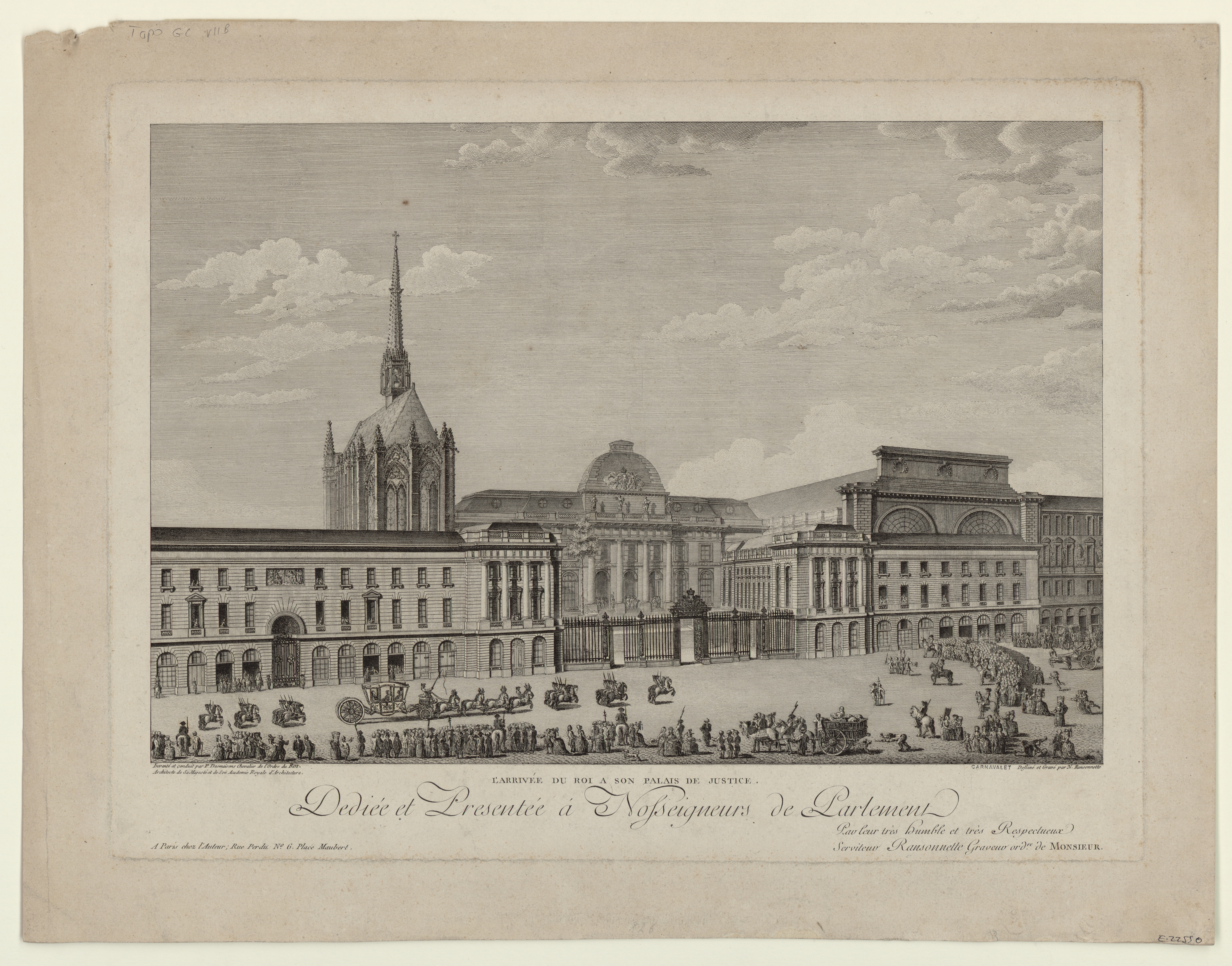
Venue du roi au Palais de Justice, gravure de Nicolas Ransonnette d'après Pierre Desmaisons

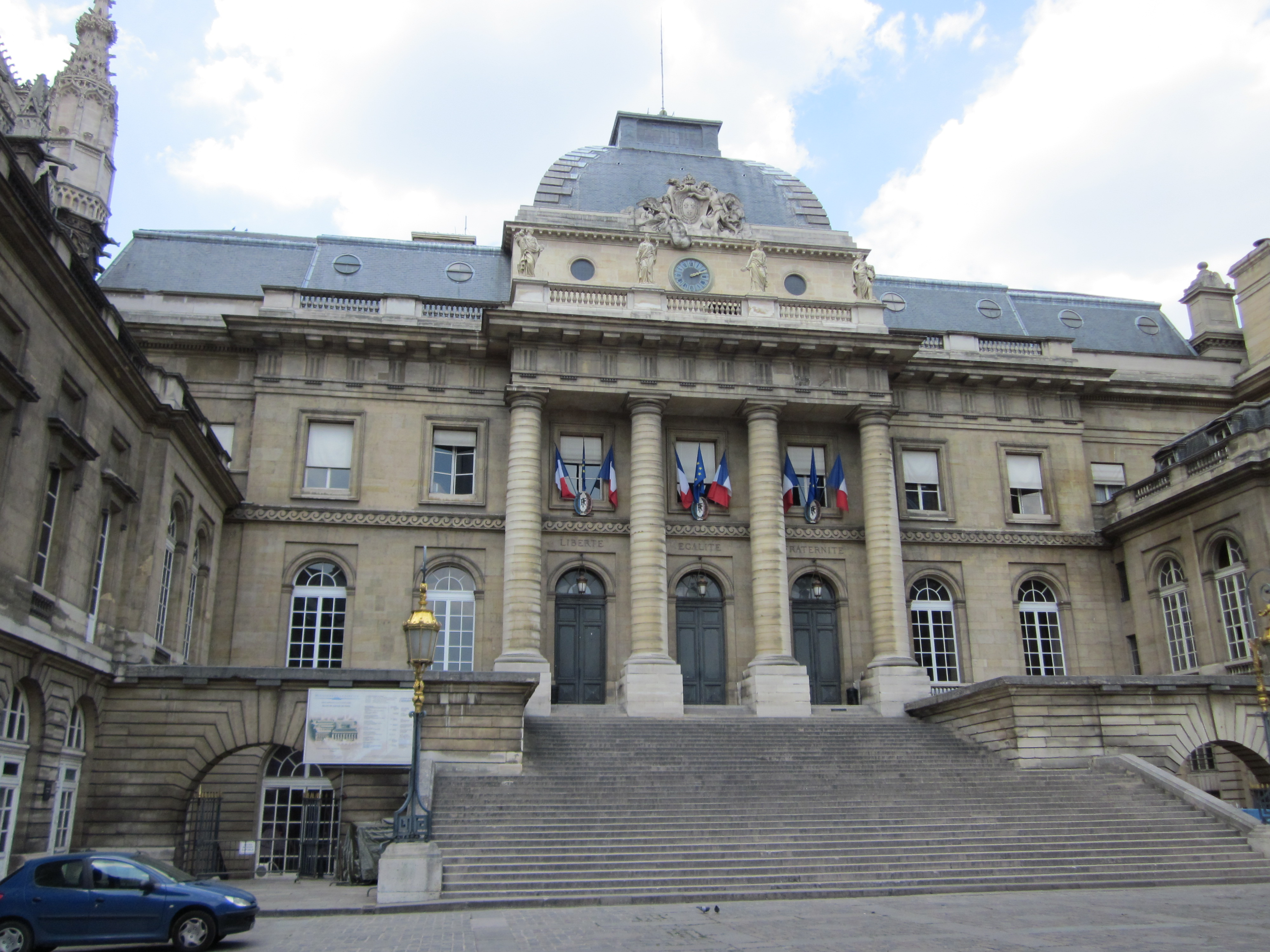
Palais de Justice, façade sur la cour du Mai.

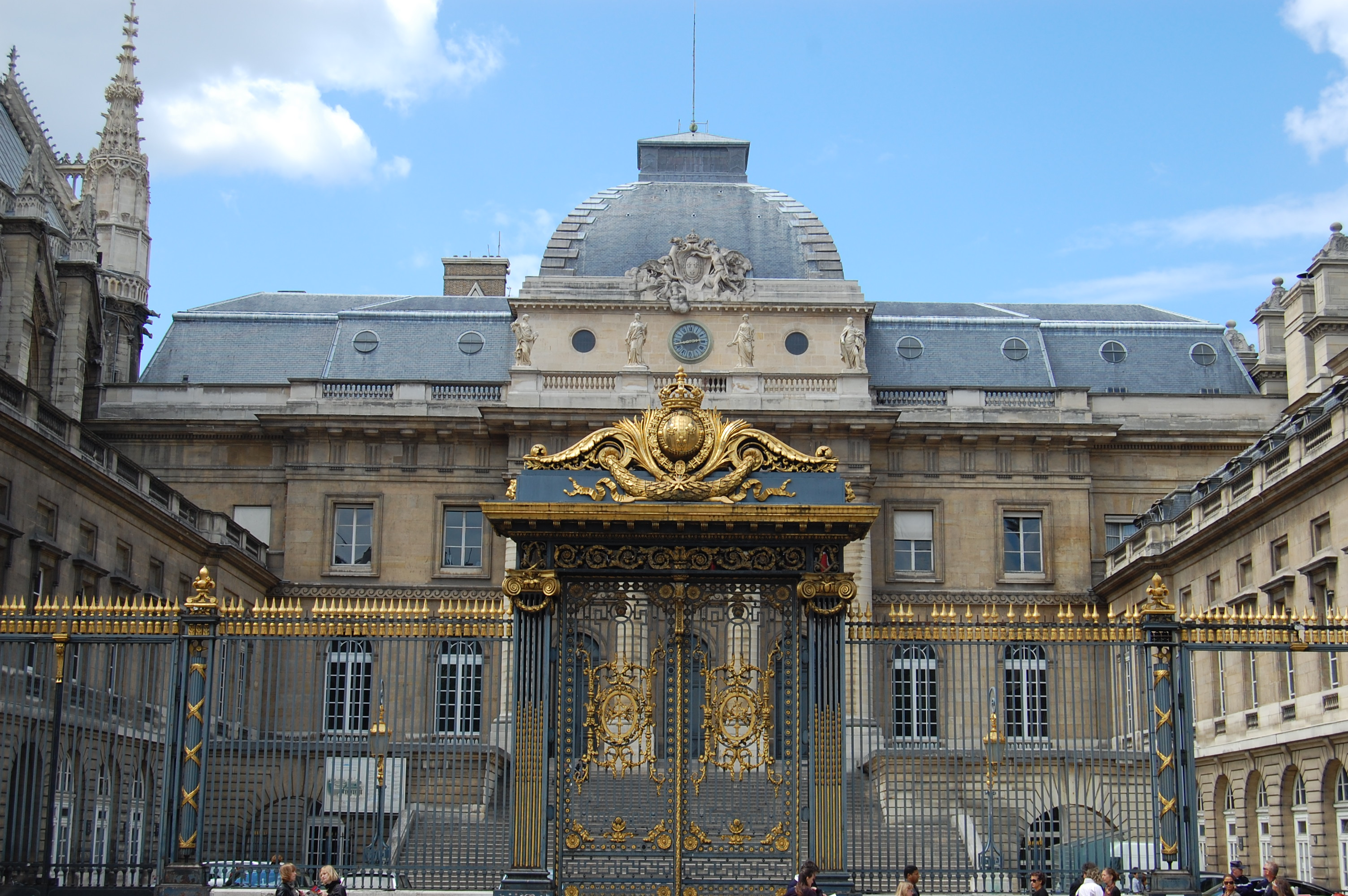
La grille de la cour du Mai du Palais de justice.

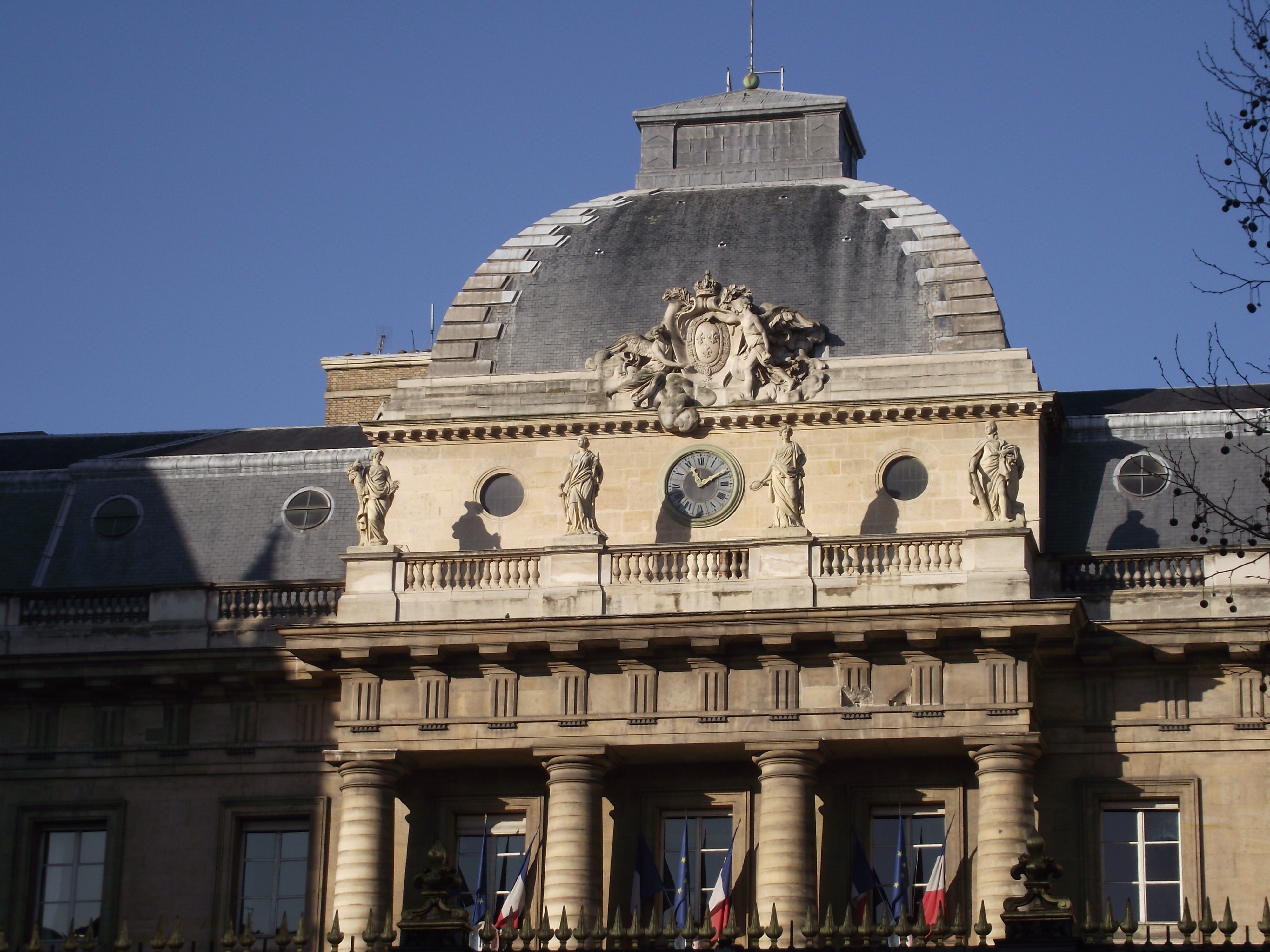
Fronton du Palais de Justice

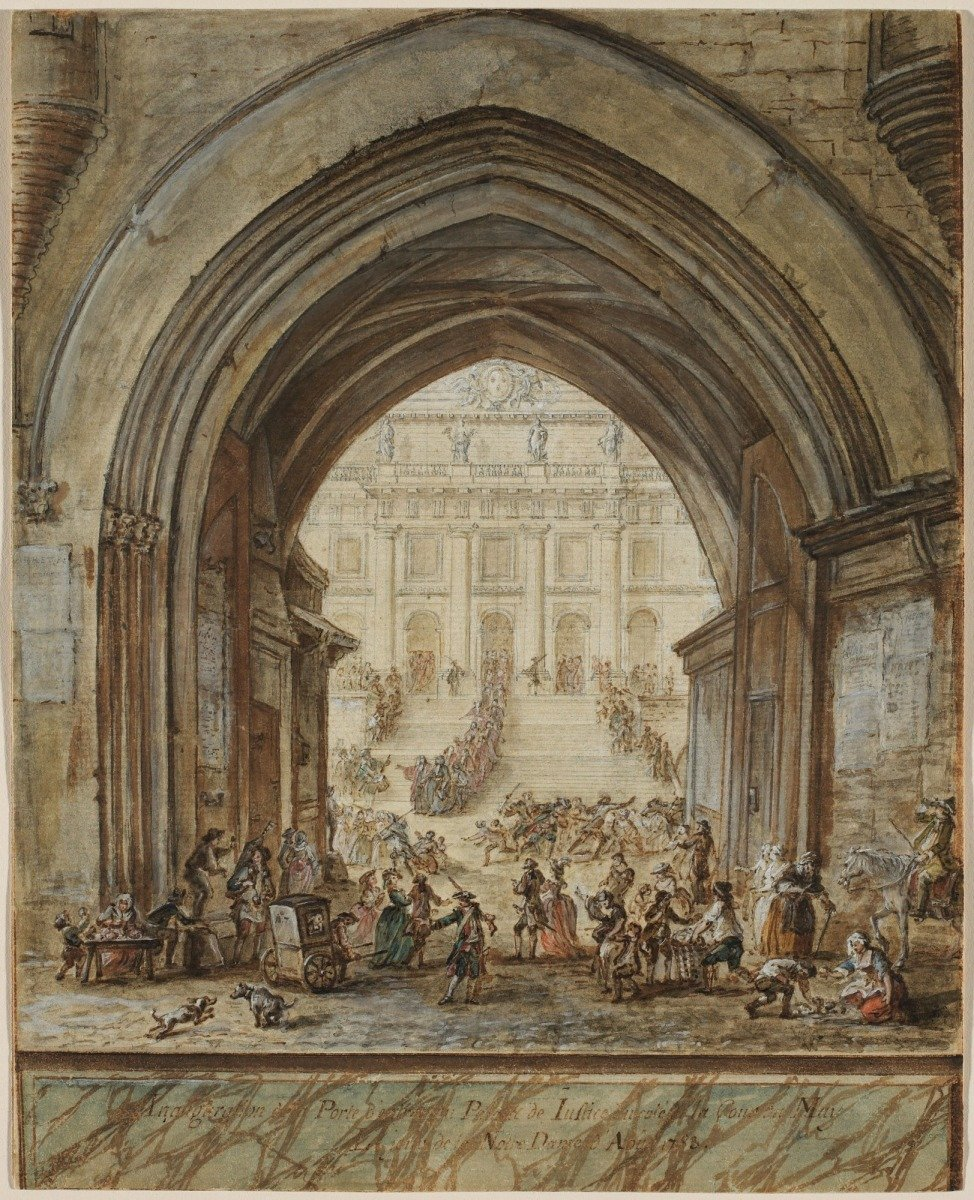
Inauguration du Palais de Justice en 1783

Le 11 janvier 1776, un violent incendie ravage le Palais de Justice de Paris. Le chantier de reconstruction est d'abord confié à Joseph Couture, architecte du Palais. Mais un accident survenu aux voûtes de la galerie Mercière remet en cause sa participation, et il est remplacé en 1779 par Pierre-Louis Moreau-Desproux et Pierre Desmaisons. Moreau-Desproux démissionne en 1781 et Desmaisons se retrouve seul aux commandes. Il sera vite au centre d'une bataille rangée entre les entrepreneurs, alliés pour la circonstance au nouveau directeur des Bâtiments du roi, d'Angiviller, qui veut récupérer un pouvoir perdu au profit des Contrôleurs généraux des Finances, et cette administration des Finances, alors dirigée par Joly de Fleury, où il retrouve André-Charles Debonnaire de Forges, maître des requêtes et intendant des Finances du Domaine. Pour compliquer les choses, l'Académie d'architecture le lâche et cautionne les attaques des entrepreneurs qui agitent le risque d'un effondrement du Palais de Justice après l'apparition de nouvelles fissures. Or il estime avoir pris toutes les mesures nécessaires pour consolider les façades sur la cour du Mai et que les fissures constatées sont bénignes. D'abord condamné à refaire les travaux sur ses propres deniers, il obtient l'appui sans faille de Joly de Fleury 
et l'Académie d'architecture finit par faire machine arrière. Il terminera le chantier aidé d'abord par Jacques Gondouin, nommé en 1782 pour le seconder, puis par Denis Antoine à partir de 1783. Alors que le chantier n'est pas achevé, la rentrée du Parlement a lieu cette même année. Deux œuvres de Pierre-Antoine Demachy montrent que la démolition de l'ancienne enceinte du palais royal est encore en cours à l'époque, un tableau en mains privées, et un dessin au Musée des beaux-arts du Canada. Ce dernier est particulièrement intéressant parce qu'il montre une rare vue en gros plan de la porte de l'ancien palais royal, qui coexiste encore pour un temps avec les nouvelles constructions.
Au total, la contribution de Pierre Desmaisons sera considérable : reprise et consolidation de la galerie Mercière (notamment les soubassements), agencements intérieurs, ajout de deux étages et d'un porche soutenu par une colonnade en façade (qui contrebalance la poussée des voûtes) là où Couture ne prévoyait que des pilastres, conception du fronton qui recevra un groupe sculpté par Pajou et quatre statues de Berruer et Lecomte, ailes symétriques en retour dans la cour du Mai, dessin de la grille majestueuse qui ferme la cour choisie de préférence à un portail opaque,, réalisée par le serrurier Bigonnet et posée en 1787. Du côté de la Conciergerie, on lui doit le maintien de la silhouette familière du Palais quai de l'Horloge, alors que Couture prévoyait de raser les quatre tours emblématiques pour harmoniser cette façade,, ce qui lui aurait fait perdre tout son caractère. On lui doit encore la reconstruction de l'oratoire détruit dans l'incendie, qu'il remplace par une chapelle dite depuis chapelle des Girondins. 

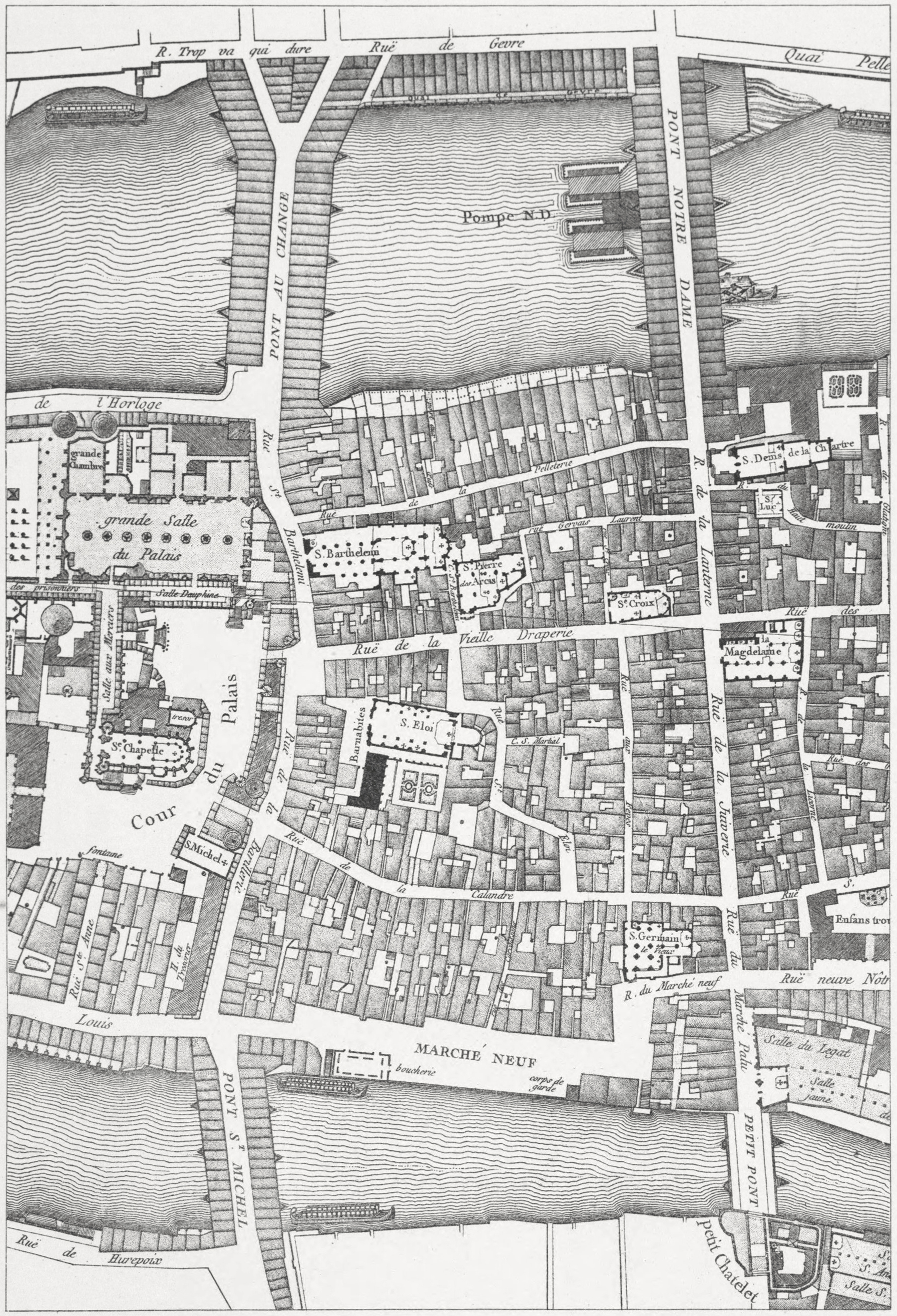
Plan de 1754 du quartier du Palais de Justice.

Le chantier du Palais de Justice entraîne un remodelage du quartier. En effet, auparavant la rue de la Barillerie qui va du pont au Change au pont Saint-Michel avait une forme courbe et était bordée des deux côtés par de petites maisons. Celles-ci ont été détruites en même temps que l'enceinte du Moyen Âge du Palais pour créer la nouvelle cour du Mai et sa grille. Un arrêt du conseil du roi du 25 septembre 1784 a imposé le redressement de la partie sud de la rue de la Barillerie jusqu'à la rue Saint-Louis (quai des Orfèvres) selon le plan fourni par Desmaisons et Antoine, qui étaient en outre chargés de construire deux grands bâtiments le long de la rue depuis la cour du Mai. La largeur de la rue avait été fixée à 36 pieds. Ce n'est qu'à la fin du XIXe qu'elle prendra sa largeur définitive et deviendra le boulevard du Palais.
Le remodelage se poursuit trois ans plus tard, avec un arrêt du conseil du roi du 3 juin 1787 qui approuve les plans de Desmaisons relatifs à la mise en valeur du Palais de Justice : il s'agit de créer une place en demi-cercle devant la cour du Mai, d'où partira vers l'est une rue de 42 pieds de large qui se substituera à la rue de la Vieille-Draperie et entraînera là encore d'importantes démolitions. Les travaux n'ont été effectués qu'en partie avant la Révolution et repris sous la Monarchie de Juillet. La rue ainsi créée a disparu depuis ; elle était à peu de distance de la rue de Lutèce et parallèle à elle. C'est en tout cas une preuve, parmi d'autres, que le redressement de la voirie parisienne avait commencé bien avant Haussmann.
Il nous en donne un autre exemple avec son intervention, à la même époque, sur le chantier de la colonnade du Louvre. C'est encore un cas de palais royal du Moyen Âge autour duquel se sont blotties des constructions anarchiques venues chercher la protection de ses murailles ou des opportunités commerciales. Les abords de la colonnade sont restés encombrés de bâtiments de service, d'anciens hôtels ou d'échoppes diverses. Louis XV et le marquis de Marigny ont décidé d'y mettre de l'ordre en 1755 et choisi pour dresser les plans de cette opération qui devait durer plus de trente ans deux architectes de renom : Gabriel et Soufflot. Le premier est mort en 1782 et le second en 1780. Il fallait leur trouver un successeur. C'est Desmaisons qui a été choisi, avec pour mission de réaliser la voirie entre la colonnade et Saint-Germain-l'Auxerrois.

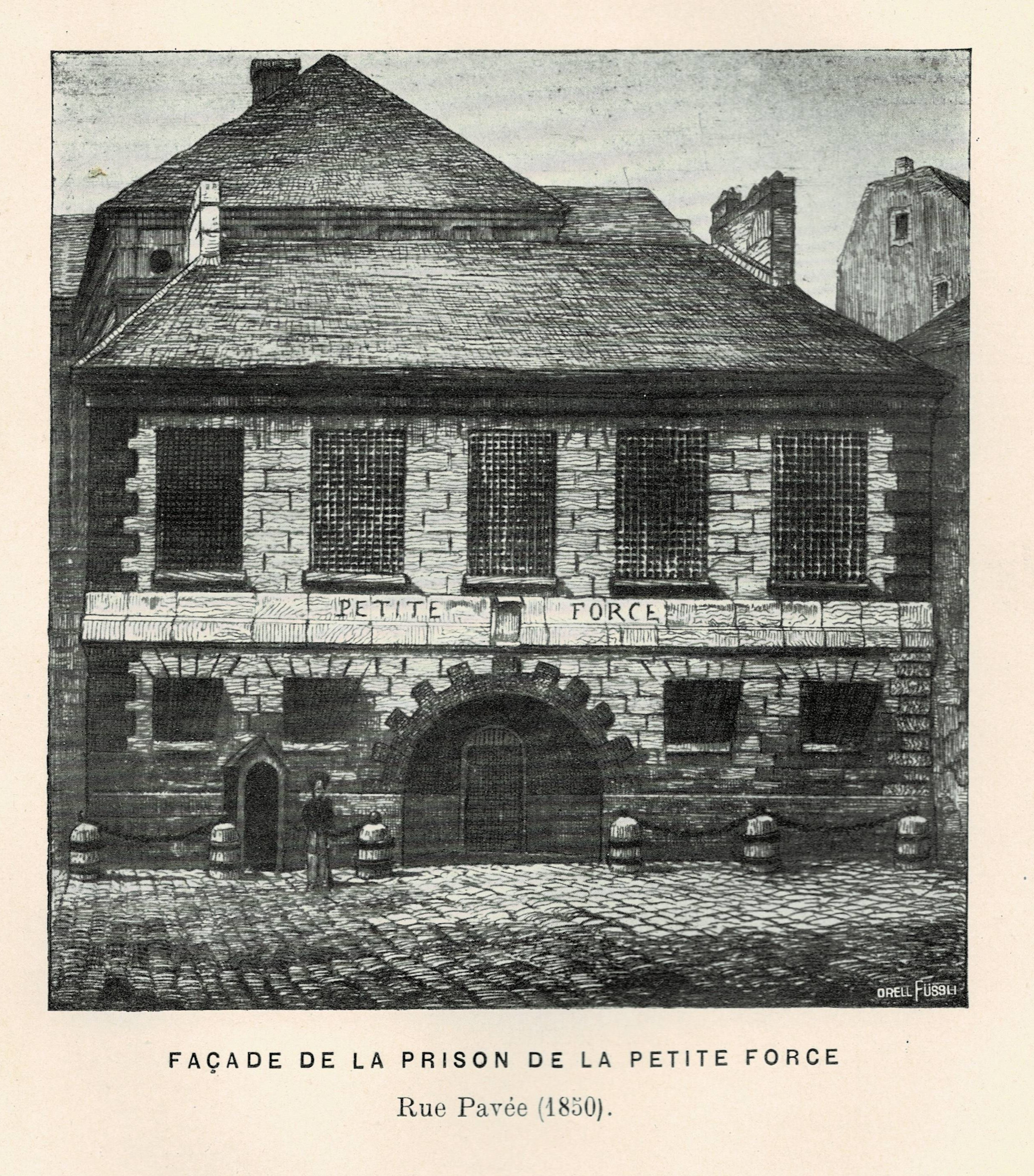
La Petite Force

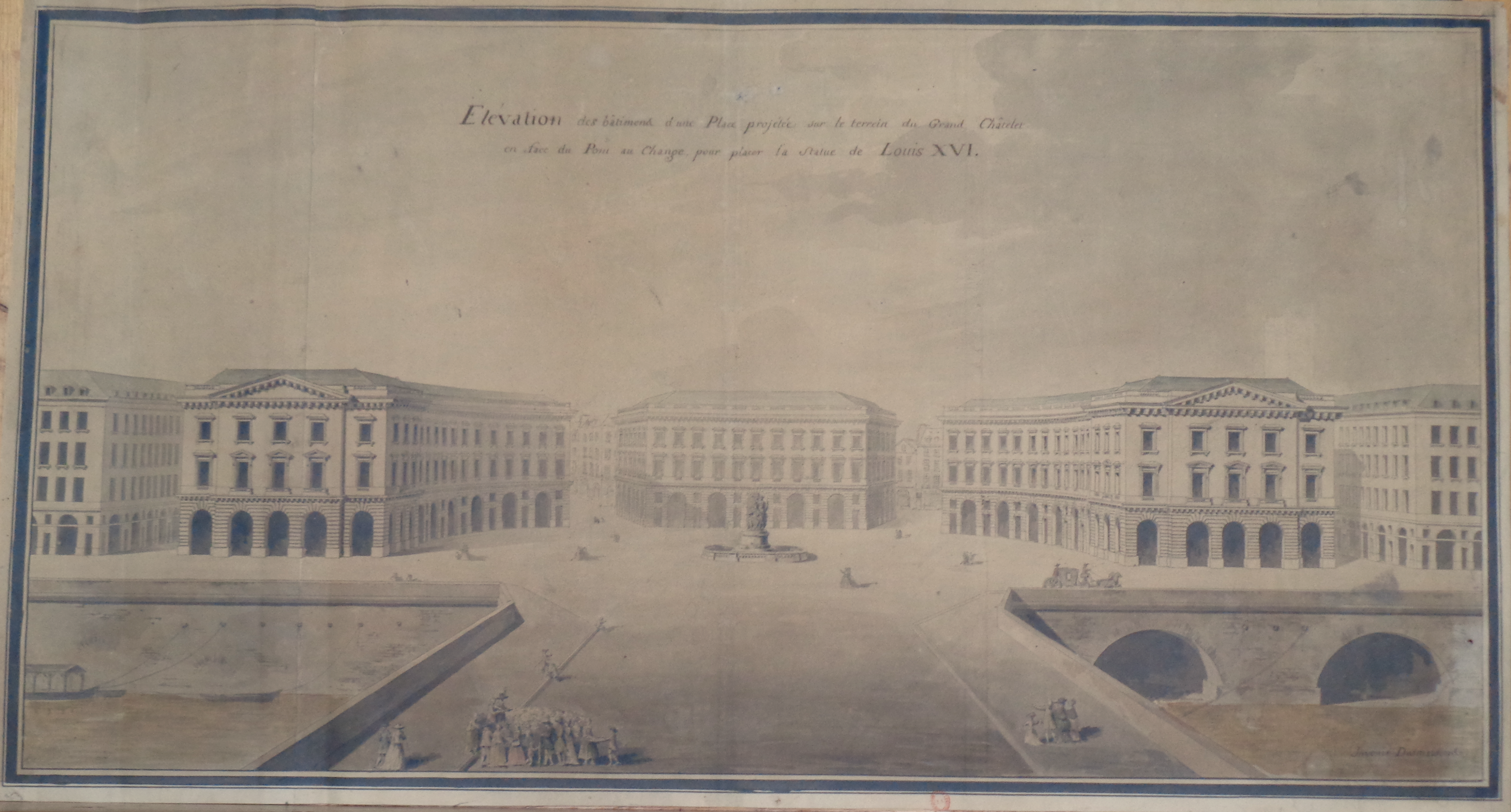
Desmaisons : projet de place Louis XVI au Châtelet. BnF Estampes

Il est aussi architecte des prisons. Il a travaillé à la prison de l'Abbaye et à la prison Sainte-Pélagie. En 1786-1791, il a construit la prison de la Petite-Force, rue Pavée, détruite en 1853, mais dont il subsiste des vestiges (bossages) à l'angle des rues Pavée et Malher. Le roi voulait améliorer les conditions de salubrité des prisons parisiennes et la Petite-Force était réservée aux femmes. Il a aussi travaillé sur un projet de démolition de celle du Grand Châtelet pour la remplacer par une place en l'honneur de Louis XVI, largement ouverte sur la Seine et remodelant le débouché nord du pont au Change, après l'avoir fait pour son débouché sud. Les esprits sont mûrs pour un tel projet : dans les années 1780, on a détruit le Petit Châtelet au sud de la Cité et les maisons qui encombraient le pont au Change. L'idée sera reprise après la Révolution avec la démolition en 1802 du Grand Châtelet, suivie de la création d'une première place du Châtelet sous l'Empire, agrandie et dotée des deux théâtres que l'on connaît sous le second Empire.
En tant que noble et architecte du roi, Desmaisons s'est caché sous la Terreur, sans doute à Palaiseau, où a aussi vécu son fils Charles Pierre et où étaient installés leurs amis Debonnaire de Gif. Il a ainsi évité la guillotine, contrairement à André-Charles Debonnaire. De retour à Paris, il est mort à son domicile du 23 rue de Verneuil en janvier 1795. À quelques numéros de là, dans le vaste hôtel d'Aiguillon, il avait organisé avant la Révolution une présentation de plans d'architecte que visitaient les amateurs, ce qui laisse supposer qu'il avait là les bureaux de son agence. On peut comprendre que Desmaisons ait pris cette initiative d'exposition, car il avait été très impliqué  dans le remodelage du quartier du Palais de Justice. Il tenait compte ainsi de l'opinion et de l'information du public, une attitude en vérité très moderne.

## Parentèle

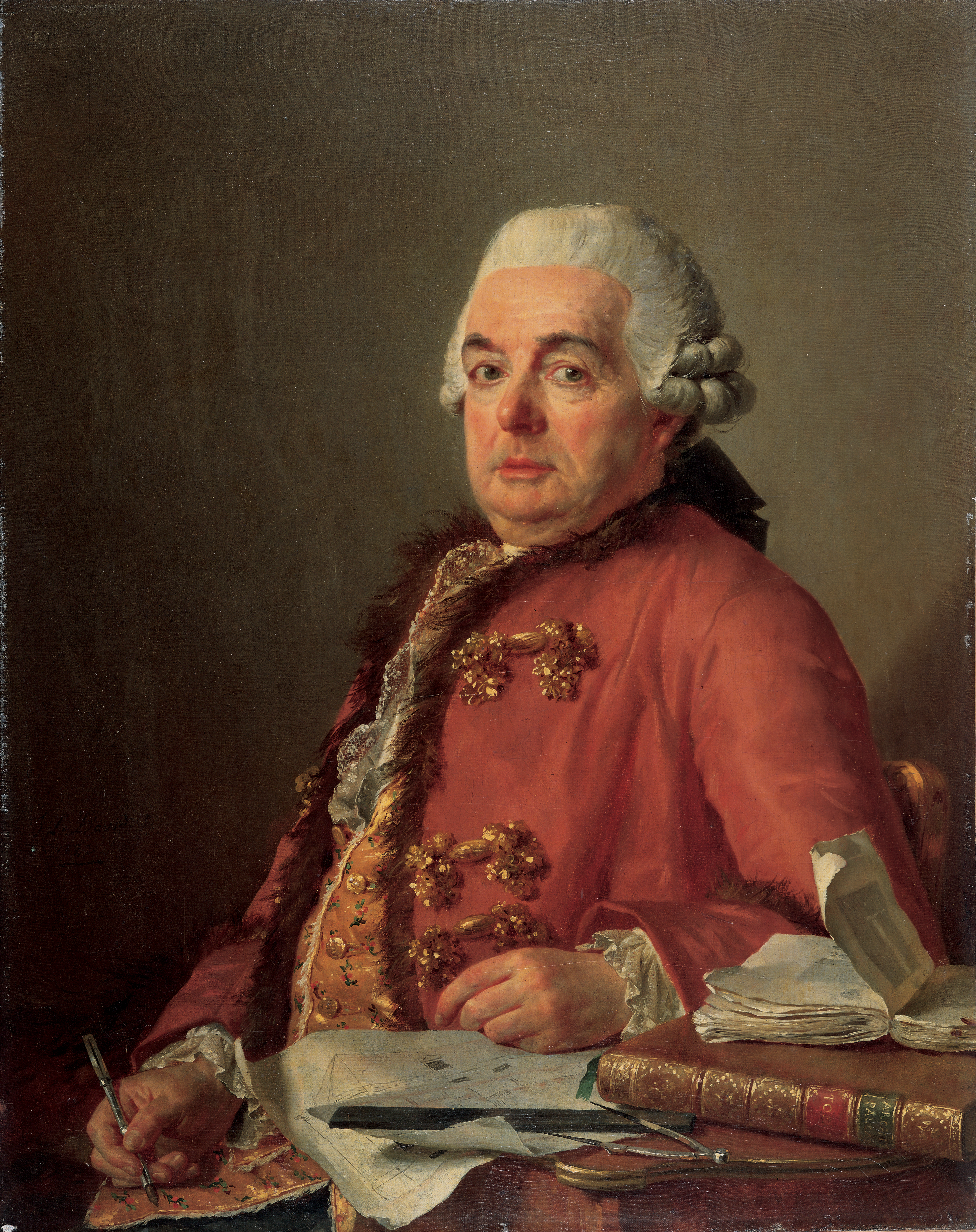
Jacques Desmaisons (?), par Jacques-Louis David, Buffalo AKG Art Museum.

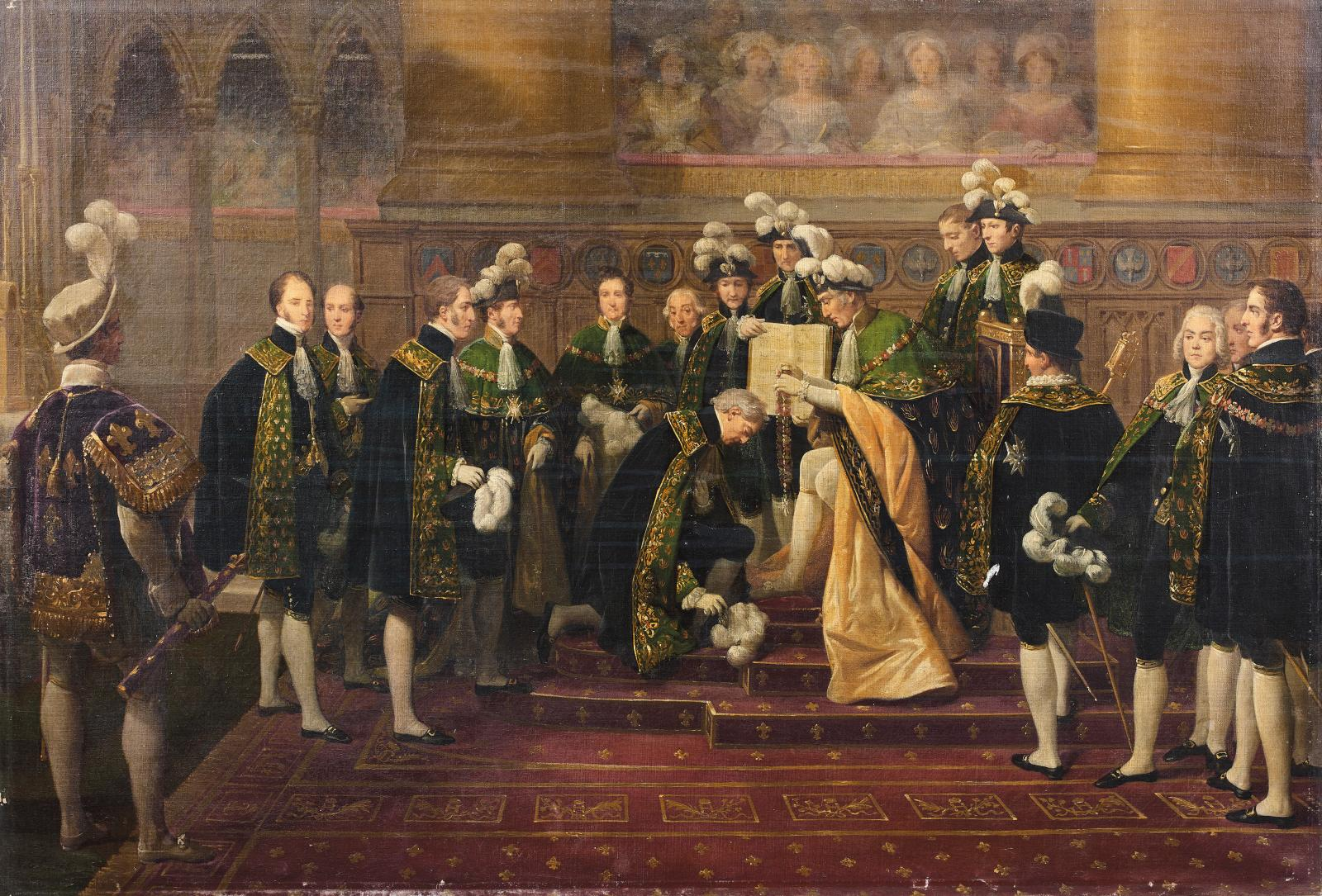
Réception des chevaliers du Saint-Esprit à Reims le 30 mai 1825, par Nicolas Gosse

Après un premier mariage dans le milieu bien situé de la construction, Pierre Desmaisons s'était remarié en 1766 avec Marie Geneviève David, décédée en 1786, que les lacunes de l'état-civil parisien ne permettent pas de rattacher à la lignée d'architectes de ce nom connus au XVIIe siècle à Paris, commençant à Charles David, architecte de Saint-Eustache. Elles ne permettent pas plus de la rattacher à la famille du grand peintre. Et pourtant, c'est une question que l'on peut se poser quand on sait que le frère de Pierre Desmaisons, Jacques, lui aussi architecte, était le propre oncle du peintre, ayant épousé Marguerite Julie Buron, sœur de sa mère. Jacques Desmaisons et son beau-frère François Buron (encore un architecte), devenus en quelque sorte les parrains de Jacques-Louis David, s'étaient mis en tête de le faire entrer dans cette profession au vu de ses talents de dessinateur ! Le portrait de Jacques Desmaisons par son neveu est maintenant dans un musée américain, le Buffalo AKG Art Museum,. Problème : Michel Gallet rapporte dans son dictionnaire que Louis Hautecœur n'est pas d'accord avec cette attribution ; il voit plutôt dans ce portrait celui de Pierre Desmaisons : L'attitude autoritaire de l'artiste, accoudé sur le livre de Palladio, désigne notre académicien, parent plus lointain - mais plus flatteur - du jeune peintre. C'est d'ailleurs ce qu'ont cru les visiteurs et les critiques du Salon, puisque l'un d'eux écrit : "l'architecte qui a fait l'escalier de l'archevêché". Au demeurant, l'effigie énergique et quelque peu arrogante répond bien au souvenir que Desmaisons a laissé dans Paris. En tout état de cause, le portrait au pastel de Pierre Desmaisons beaucoup plus jeune existe dans la descendance, signé de Louis Vigée.
Pierre a eu un fils avec Marie Geneviève David : Charles Pierre, né en 1768, successivement conseiller au Châtelet, membre de la municipalité de Paris en 1807, puis sous la Restauration, il affiche ses sentiments royalistes : il est fait chevalier de la Légion d'honneur par Louis XVIII en juillet 1814 alors qu'il est adjoint au maire du 10e arrondissement et devient héraut d'armes de l'ordre du Saint-Esprit entre 1819 et 1827 ; à la même époque, son neveu Nicolas Tiolier en était l'huissier. On les voit tous deux représentés (bâton à la hanche pour l'un, masse à l'épaule pour l'autre) sur le tableau de Nicolas Gosse acquis pour le Palais du Tau. Charles Pierre vivait au 81 rue de Lille et y est mort en 1843.

## Quelques élèves
Le plus connu est Jean-Louis Desprez  (1743-1804), qui a commencé sa carrière en France avec une triple spécialisation dans le dessin d'architecture, la gravure et la décoration. Il assiste Pierre Desmaisons dans ses travaux pour l'archevêque de Paris. Il manifeste alors un certain goût pour le fantastique. Pensionnaire à l'académie de France à Rome en 1776, il fait la connaissance de l'abbé de Saint-Non qui l'embauche pour illustrer son célèbre Voyage pittoresque en cinq volumes. Encore en Italie, il est recruté par Gustave III de Suède et fait le reste de sa carrière dans ce pays où on lui doit de nombreux monuments. 
Avec son ami Pierre Panseron (1742-1803), lui aussi architecte et graveur de talent, ils ont publié plusieurs recueils de gravures. Il est à noter que Panseron, qui fut professeur de dessin à l'École militaire, s'est beaucoup intéressé à l'axe majeur, voulant le prolonger vers l'est, ce que Desmaisons s'est refusé à faire quand il a été chargé du dossier, car cela impliquait la démolition de Saint-Germain-l'Auxerrois.

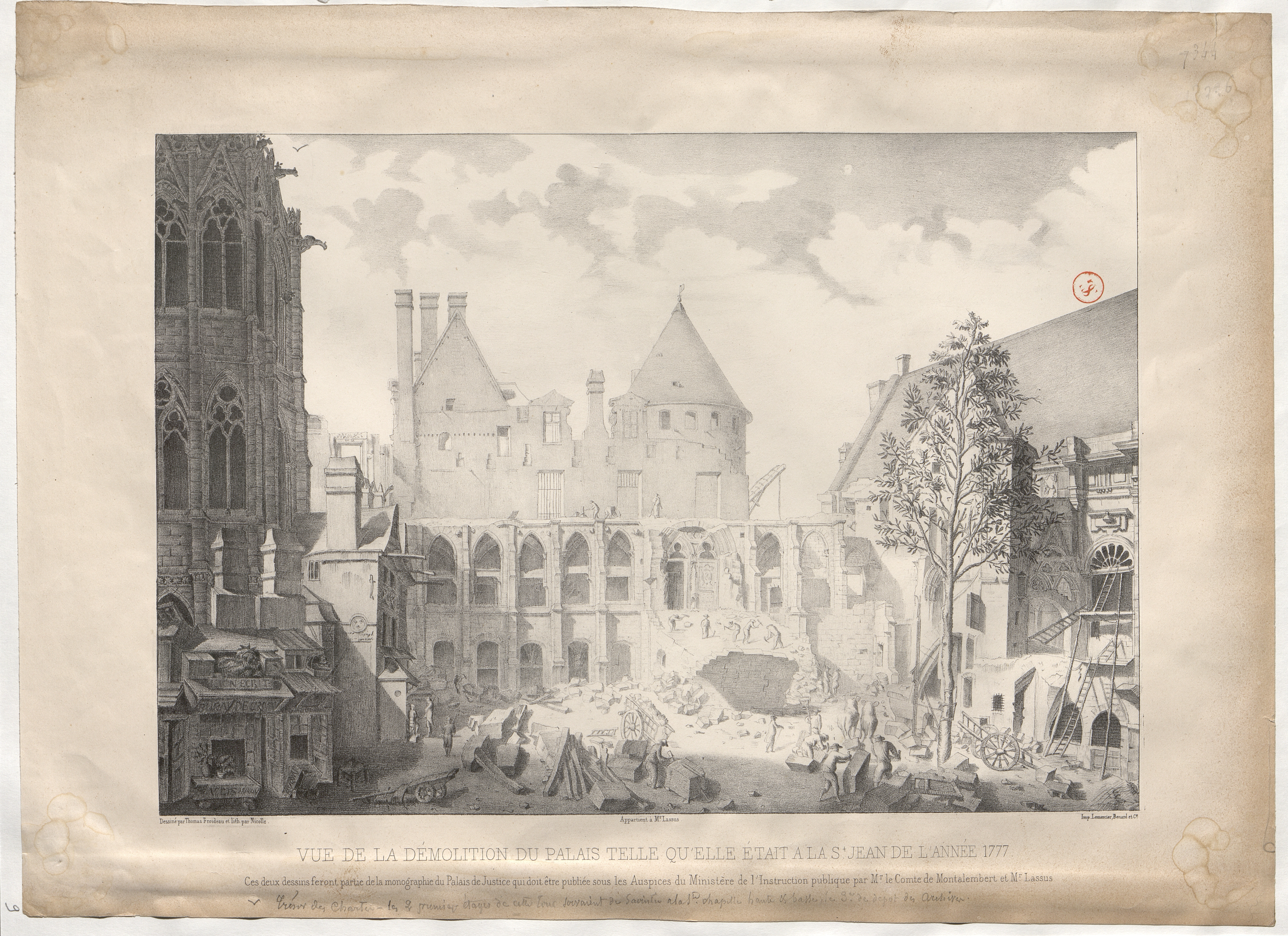
Démolition du Palais de Justice de Paris en 1777

Michel Gallet cite aussi parmi les élèves de Pierre Desmaisons Célestin Happe (1754-1832). On peut encore admirer boulevard de Sébastopol un immeuble qui appartenait à sa Cour batave, partiellement détruite lors du percement du boulevard. Il est également, en tant qu'architecte de la préfecture de police, l'auteur d'un projet de création, quai des Grands-Augustins, d'un marché à la volaille, dit marché de la Vallée, dont la première pierre a été posée en 1809. Il a été détruit lors de la création des halles centrales.
On mentionnera encore Thomas Froideau (1757-1824) cité dans les registres de l'Académie d'architecture, qui nous intéresse en tant qu'auteur d'un dessin représentant la démolition du Palais de Justice en 1777, et gravé depuis (Bibliothèque Sainte-Geneviève). Ce dessin est important car il nous montre le petit bâtiment du Trésor des Chartes accolé à la Sainte-Chapelle, qui sera détruit par Desmaisons pour édifier les ailes symétriques de la cour du Mai. A droite, le dernier arbre de mai, une coutume depuis disparue.